# Nactus
Nactus Kluge, 1983 è un genere di sauri della famiglia Gekkonidae.

## Tassonomia
Il genere comprende le seguenti specie:
- Nactus acutus Kraus, 2005
- Nactus cheverti (Macleay, 1877)
- Nactus coindemirensis Bullock, Arnold & Bloxam, 1985
- Nactus eboracensis (Macleay, 1877)
- Nactus galgajuga (Ingram, 1978)
- Nactus kunan Fisher & Zug, 2012
- Nactus multicarinatus (Günther, 1872)
- Nactus pelagicus (Girard, 1858)
- Nactus serpensinsula (Loveridge, 1951)
- Nactus soniae Arnold & Bour, 2008
- Nactus sphaerodactylodes Kraus, 2005
- Nactus vankampeni (Brongersma, 1933)